# 隆田義聖宮
23°11′47″N 120°19′08″E / 23.196336°N 120.319024°E

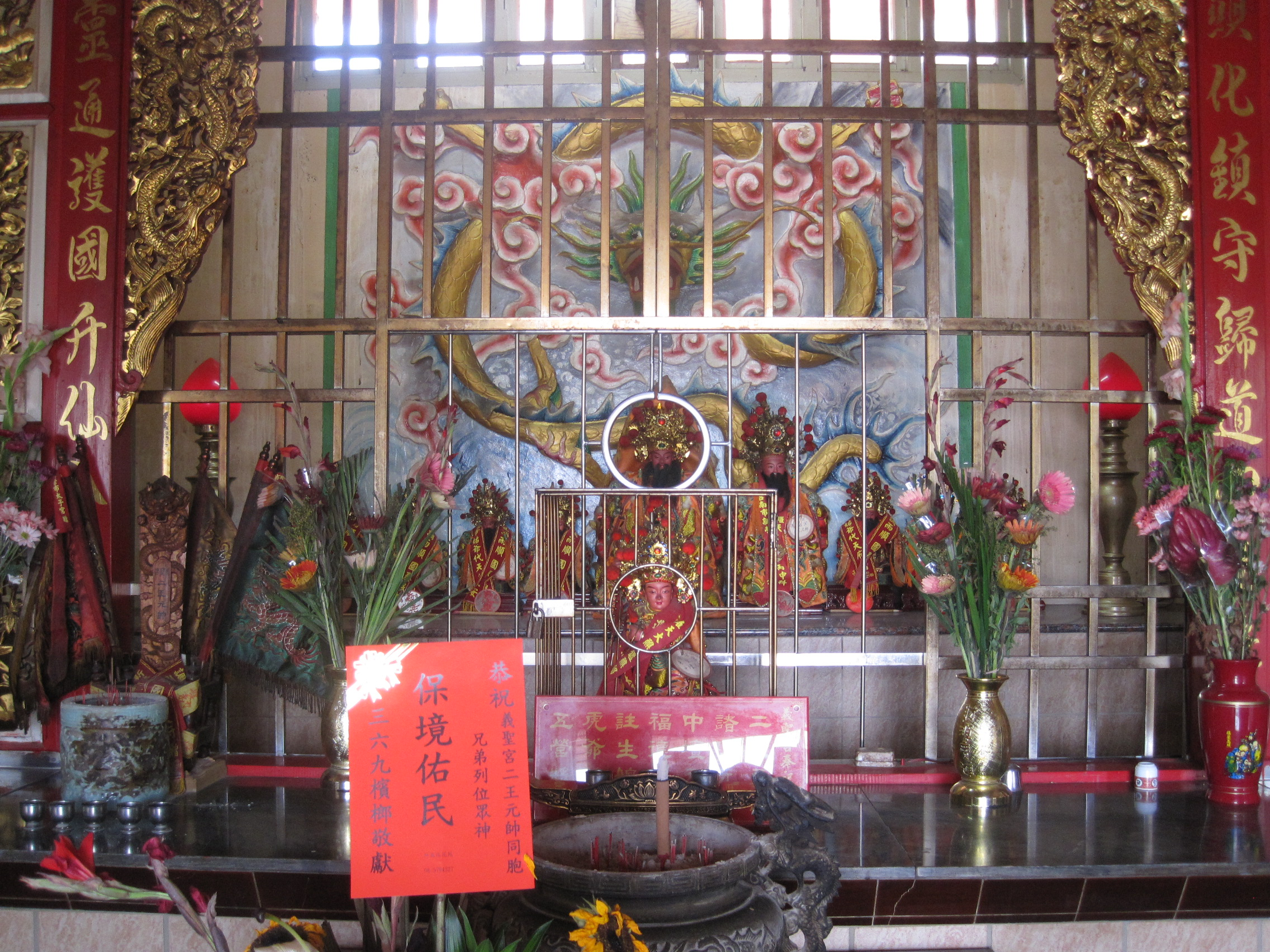
神龕

隆田義聖宮位於臺灣臺南市官田區，主祀李二王元帥同胞兄弟，為有應公廟。該廟的由來可追溯過去在隆田平交道所發生的軍車與柴油快車相撞的車禍事件，該事件喪生的臺南縣籍士兵有20多人。後來當地據說開始有靈異現象，因而立廟祭祀。

## 沿革

### 車禍事件
過去在義聖宮廟址前有一無柵欄平交道，1961年3月11日，有從官田訓練中心開出的一批軍方卡車載著士兵經平交道要開往隆田車站，結果其中一輛車遭要進站的南下柴油快車撞毀，車上共有20多人當場死亡。
事後，臺南縣政府曾請赤山龍湖巖微雲法師到車禍現場設壇超渡亡靈，但當地後來仍傳出有靈異事件。除了在深夜會聽到阿兵哥的腳步聲之傳聞外，於附近開雜貨店的林乞食據說會在隔天發現存放鈔票的盒子裡有數張銀紙。

### 建廟
義聖宮的由來是林乞食在1970年於今廟北側的私有地上所建的小廟，用以安奉車禍中喪生的亡靈。建廟後不久，林乞食到臺南府城的「玉皇上帝廟請旨、嶽帝廟領令」，之後正式將廟名取為「義聖宮」，並雕祀「李二王元帥」神像1尊、「同胞兄弟」神像7尊。
1980年興建隆田陸橋時，舊廟因為影響到工程所以南移今址，形成當前的廟貌。

## 其他
據說來義聖宮參拜可保佑家裡男丁旺盛，《聯合報》報導提到，該廟管理人表示，其兒孫有15、6個，且事業有成。